# Мутная (Дивьинское сельское поселение)
Мутная — посёлок в Добрянском районе Пермского края. Входит в состав Дивьинского сельского поселения.

## Географическое положение
Расположен на реке Мутная, к северо-востоку от административного центра поселения, посёлка Дивья, и к юго-востоку от райцентра, города Добрянка.

## Население
| 2010 |
| ---- |
| 51   |

## Улицы
- Заречная ул.
- Зелёная ул.
- Казанская ул.
- Пионерская ул.

## Топографические карты
- Лист карты O-40-54 Вильва. Масштаб: 1 : 100 000. Издание 1977 г.